# Джон Рэмбо
Джон Джеймс Рэ́мбо (англ. John James Rambo) — герой книг, фильмов и видеоигр. Впервые появляется в 1972 году в романе американского писателя Дэвида Моррелла «Первая кровь», по которому был снят фильм «Рэмбо: Первая кровь» с Сильвестром Сталлоне в главной роли, вышедший в прокат в 1982 году.
Джон Рэмбо — ветеран Вьетнамской войны. Образ героя стал одновременно символом поствоенного синдрома, связанного с войной во Вьетнаме, и американского героического империализма. Последний фильм цикла — «Рэмбо: Последняя кровь» — вышел в прокат в сентябре 2019 года.
В фильмах серии полковник Траутмэн неоднократно называет Рэмбо совершенной «боевой машиной».

## Биография
Биография Джона Рэмбо полна противоречий, которые объясняются тем, что информация о герое в романах Дэвида Моррелла порой отличается от информации в фильмах.
Согласно досье, которое зачитывает в фильме «Рэмбо-2» Маршалл Мэрдок, Джон Рэмбо родился 6 июля 1947 года в городе Боуи (штат Аризона). Рэмбо полукровка — наполовину индеец племени навахо, наполовину европеец. Дэвид Моррелл в книгах настаивает, что мать Джона была индеанкой, а его отец был итальянцем. Мэрдок же в досье не называет национальность каждого из родителей Джона, но европейские корни указывает как «немецкие».
В книге «Первая кровь» полковник Траутмэн приводит следующие факты из жизни Джона Рэмбо:

Может, какой-нибудь досужий психиатр и вывел бы целую теорию из того, что его мать умерла от рака, когда он был ещё маленьким, что его отец алкоголик, что когда отец пытался убить его ножом, Рэмбо убежал из дома, захватив лук, выстрелом из которого сам чуть не убил отца... Особо выделив при этом, что в доме было голодно, и парню пришлось оставить среднюю школу и поступить работать в гараж. Всё это звучало бы очень логично и в то же время ничего бы не значило. Потому что мы не берём психов.
Рэмбо завербовался в армию США в возрасте 17 лет, 6 августа 1964 года.
Рэмбо прошёл подготовку на военной базе Форт-Брэгг. В фильме «Первая кровь» он говорит полковнику Траутмэну, что хотел бы вернуться туда.
Джон Рэмбо прослужил в «Зелёных беретах» во Вьетнаме 3 года. Во время одной из операций он попал в плен к северовьетнамской армии, где подвергся жестоким пыткам. В 1971 году сумел сбежать из лагеря для военнопленных, после чего провёл 6 месяцев в военном госпитале.
По итогам службы во Вьетнаме Рэмбо получил Медаль Почёта, высшую воинскую награду США.
Полковник Траутмэн в фильме «Рэмбо: Первая кровь» говорил о нём так:

Вы... имеете дело с экспертом по ведению партизанской войны. Этот человек безупречно владеет огнестрельным оружием, ножами и голыми руками. Он обучен игнорировать боль, погоду, жить вне цивилизации... и питаться тем, от чего козла стошнит. Во Вьетнаме его задачей было уничтожение личного состава противника, убивать... грубо говоря. Брать измором. И Рэмбо был лучшим.
Точное время возвращения Рэмбо в США неизвестно, известно только, что в декабре 1981 года (по фильму) он устраивает погром в городке Хоуп. В книге «Первая кровь» эти события происходят намного раньше (в 1971 году) и герой погибает.
За погром (по фильму) Рэмбо получает приговор в 9 лет каторжных работ на каменном карьере. Через 4 года правительство США выпускает Рэмбо для новой миссии.
В фильме «Рэмбо-2», действие которого происходит в 1985 году, Рэмбо 38 лет.
После второй миссии во Вьетнаме Рэмбо отправляется в Бангкок, где устраивается послушником в буддистский монастырь, но при этом участвует в боях без правил, отдавая все заработанные деньги обители.
Вернувшись из Афганистана в Бангкок, Рэмбо поселяется в небольшом доме у реки. Он зарабатывает на жизнь ловлей змей, ремонтом лодок и катеров, не помышляя об участии в новых военных конфликтах.
В четвёртой части фильма («Рэмбо IV») Рэмбо впервые за долгие годы (с 1985 года) возвращается в Америку и направляется на ранчо, принадлежащее отцу (R. Rambo). Таким образом, последняя часть фильма завершает конфликт «отец-сын», обозначенный в книге «Первая кровь».
В последней части фильма («Рэмбо: Последняя кровь») выясняется, что он на протяжении десяти лет сидел дома, застраивал подземные туннели и заботился о Габриэле, как родной и любящий отец, так как её настоящий отец бил её, а потом бросил.

## Образ Рэмбо в литературе
Джон Рэмбо впервые появился в дебютном романе американского писателя Дэвида Моррелла «Первая кровь» (1972 год). Впоследствии Моррелл написал ещё две книги про Рэмбо: «Первая кровь, часть 2», в которой герой снова отправляется во Вьетнам, и «Рэмбо III», действие которого разворачивается в Афганистане. Два последних романа написаны Морреллом уже после выхода фильма.

### Рождение образа

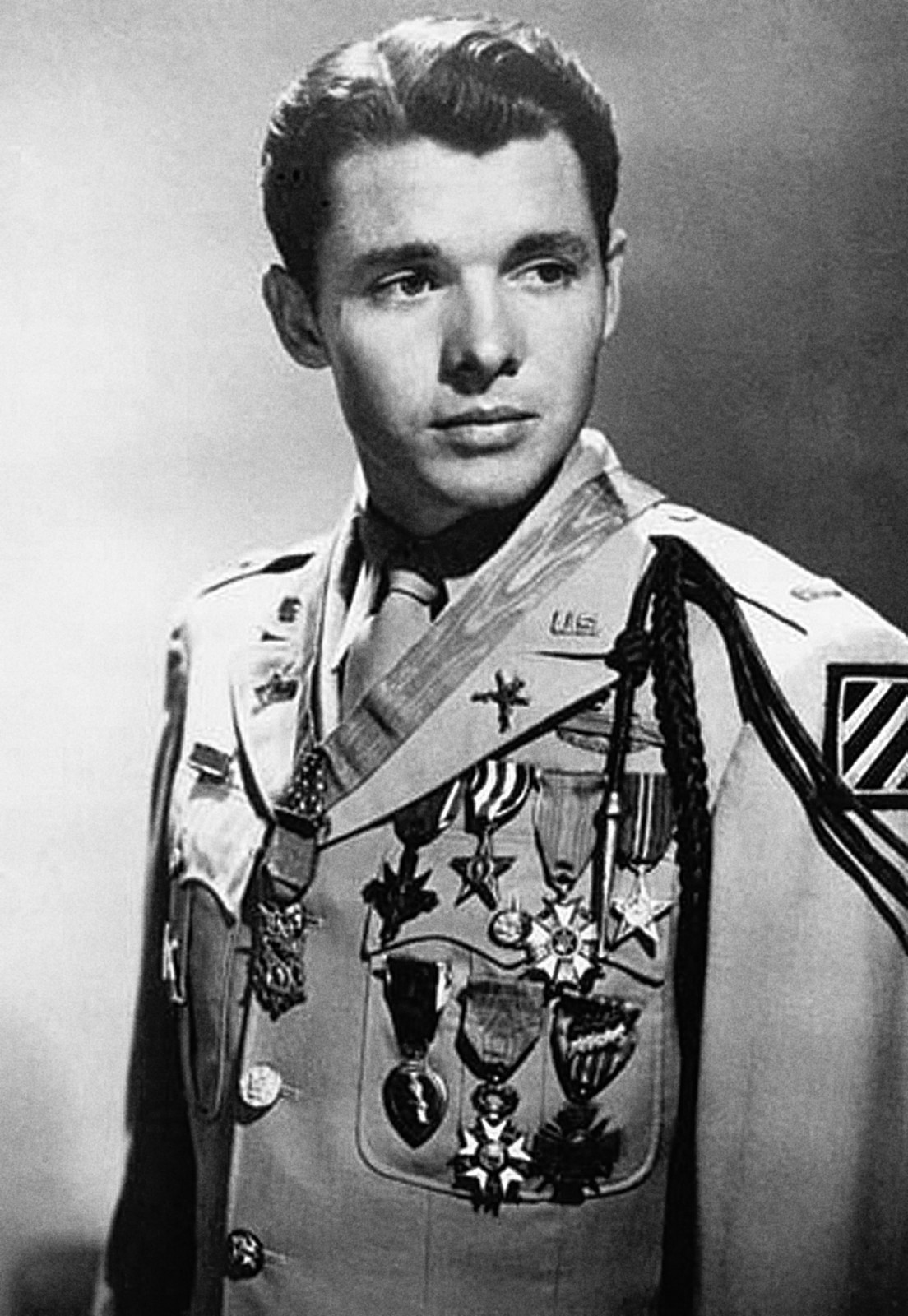
Оди Мёрфи

Автор книги признавался, что до приезда в США (из Канады) практически не знал о войне во Вьетнаме. Когда Моррелл учился в Университете Пенсильвании, то впервые столкнулся с молодыми людьми, которые вернулись из Вьетнама и узнал об их проблемах: ночных кошмарах, бессоннице, депрессии, трудностях с адаптацией к нормальной жизни. Моррелл рассказывал о том, что в 1968 году, когда он начал работать над книгой, на телевидении активно обсуждались две темы: война во Вьетнаме и насилие в городах. «В итоге я решил написать роман о ветеране войны во Вьетнаме, который приносит войну [с собой] в США», — говорил автор романа.
В другом интервью автор рассказывал о ветеране Второй мировой войны Оди Мёрфи, который был прообразом Рэмбо. Мёрфи удостоился многочисленных наград, однако впоследствии страдал от синдрома пост-военного шока: держал ружьё под подушкой, стрелял в тени и т. д. По словам Моррелла, «он более чем кто-либо является прообразом Рэмбо».
Моррелл говорил, что впоследствии образ героя вышел из-под его контроля, и лишь в четвёртом фильме прослеживается сходство образа с его литературным первоисточником.

Слай позвонил мне перед съёмками фильма и сказал… что хочет вернуться к изначальной тональности романа. В этот раз герой получился таким, как я и задумывал: озлобленным, опустошённым. В фильме есть сцена, в которой Рэмбо куёт себе нож и разговаривает с сам с собой, фактически, признавая, что ненавидит себя за то, что умеет только убивать. Он проводит много времени под дождём, как бы пытаясь очистить свою душу. А в начале он ловит кобр в джунглях, и для него это легко, поскольку он знает, что другие смертоносные существа не представляют для него опасности. В одном из самых показательных диалогов он говорит: «Я убивал не за свою страну. Я убивал для себя. И за это Бог меня никогда не простит».

#### Имя и фамилия героя

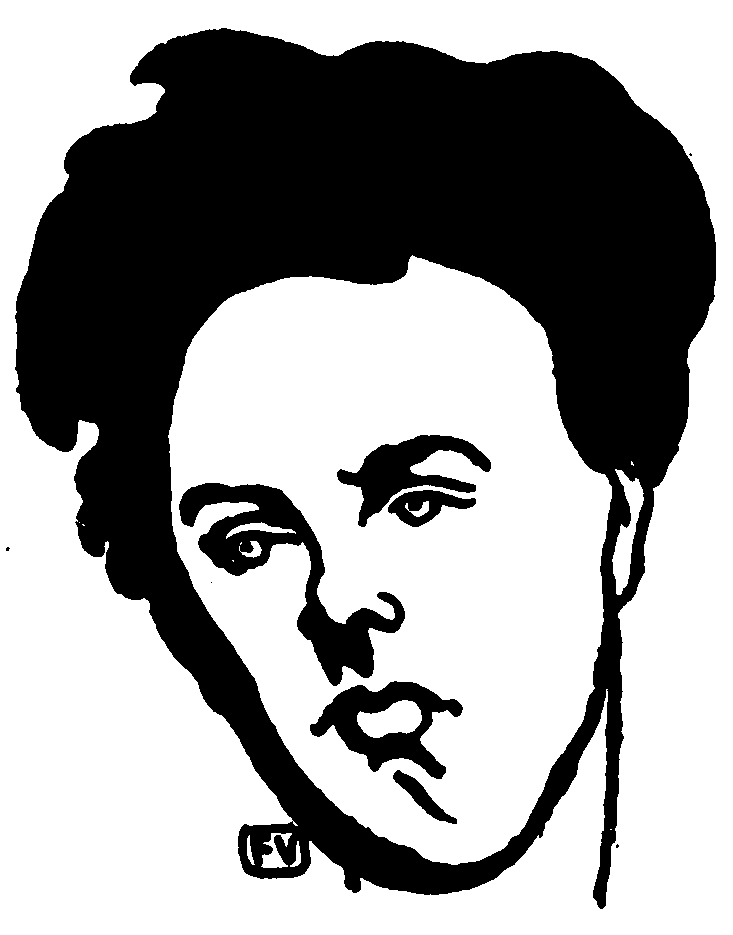
Ф. Валлотон. Портрет Артюра Рембо, ок. 1898

Фамилию Рэмбо персонаж получил благодаря популярному в штате Пенсильвания сорту яблок. В интервью писательнице Дайян Капри (Diane Capri) Моррелл рассказывал, что долго не мог придумать имя персонажу, но затем его жена принесла домой яблоки. «Я откусил яблоко, мне понравился вкус и я спросил, что это за сорт. Жена ответила: „Рэмбо“… Я бросился к своей печатной машинке».
В предисловии к книге «Первая кровь» автор также упоминает французского поэта-символиста Артюра Рембо́, который запомнился Морреллу сложностью своей фамилии и несоответствием между её звучанием и написанием. «Имя французского автора и имя яблока совпали, я почувствовал в этом отзвук силы [провидения]», — пишет Моррелл. Позже он добавлял, что самым известным произведением Рембо́ является «Одно лето в аду» (Une Saison en Enfer), название которого было подходящей метафорой для страданий, перенесённых Рэмбо во вьетнамском плену.
У главного героя книги «Первая кровь» была только фамилия. Имя Джон (John J.) впервые появилось в сценарии фильма. Герой был назван в честь песни времён Гражданской войны When Johnny Comes Marching Home.

### Образ Рэмбо в романе «Первая кровь»
В романе «Первая кровь», который впоследствии был экранизирован, имеется ряд существенных отличий от фильма, в том числе, в самом образе главного героя. В частности, в романе Рэмбо выступает в роли хладнокровного убийцы полицейских (в фильме же он приставляет нож к горлу Тисла и призывает его остановить кровопролитие, оставляя полицейского в живых). Всего в книге от рук Рэмбо погибает около 15 человек (в фильме — только один).
Кроме того, в книге Рэмбо намного более общительный. В общении с шерифом и полицейскими он даже шутит. В фильме же он угрюм и предпочитает хранить молчание.
По словам автора, образ Рэмбо в романе «Первая кровь» аллегоричен.

Рэмбо — это разочаровавшийся солдат, который становится радикалом — намного более радикальным, чем все протестующие против властей в тот период. Полицейский — это республиканец времён Эйзенхауэра, который годится Рэмбо в отцы. Это конфликт поколений. Затем появляется Траутмэн, представитель Власти. Той самой, которая породила Рэмбо. В конце все погибают, кроме Власти, которая убивает то, что породила.

### Образ Рэмбо в романе «Рэмбо 2»
Во второй части романа, написанной уже после выхода фильма, Дэвид Моррелл раскрывает образ героя, используя темы из двух уже вышедших фильмов.

#### Траутмэн и Рэмбо: отец и сын
Моррелл значительно «углубляет» отношения Траутмэна и Рэмбо с «профессиональных» до почти родственных.

Траутмэн сказал:
— У меня две дочери. Я их люблю. Поверь, я ими очень доволен. Но если бы у меня был сын, я бы хотел, чтобы он был таким, как ты.

— Мой отец, — ответил Рэмбо, — был пьяницей и бил мать. Я был рад уйти в армию. Но если бы у меня был нормальный отец, я бы хотел, чтобы он был таким, как ты.

#### Религиозные воззрения Рэмбо: дзен-буддизм
Моррелл пишет, что Рэмбо исповедует дзен-буддизм, которому научился у одного из вьетнамцев. Эта вера помогает ему преодолевать боль во время пыток. В то же время, Рэмбо периодически испытывает вспышки ярости, несвойственные дзен-буддистам.

К религии он пришёл не просто и не сразу. Его отец был итальянец, мать индианка из племени навахо. В детстве ему довелось не только поработать служкой в католическом храме в Бауви, штат Аризона, но и участвовать в ритуальных обрядах индейцев в деревне его матери. Но лишь пройдя Вьетнам, он сознательно выбрал для себя учение, которое больше отвечало его духу, чем религия, данная ему при рождении.

Если бы его спросили, какого вероисповедания он придерживается, он бы отнёс себя к последователям дзэн-буддизма. Повлиял на его выбор один из местных жителей, с которым он повстречался на своем первом задании во Вьетнаме. Рэмбо прошёл все тяготы подготовки в частях спецназа, прежде чем занял своё место в этой, самой настоящей, элите американской армии. Но первое крещение огнём он, пожалуй, не выдержал бы, не будь рядом этого вьетнамца…
В романе также есть сцены, в которых Рэмбо практикует медитацию.

#### Отношения с женщинами
Появление в фильме вьетнамской связной по имени Ко Фыонг Бао (Ко Бао), дало Дэвиду Морреллу возможность полнее раскрыть тему отношений главного героя с женщинами. Выясняется, что у Рэмбо такие отношения были, но после войны он принял твёрдое решение не заводить никаких отношений с женщинами и не иметь детей.

В ранней юности, которая прошла в Бауви, штат Аризона, он интересовался девочками не меньше, чем любой его одноклассник. Сексуальной революцией в те годы ещё и не пахло. Ему казалось нормальным, что он не знал женщины до тех пор, пока ему не исполнился двадцать один год. На девушке, с которой у него был роман, он собирался жениться. Он до сих пор не забыл её золотистые волосы. Потом была армия. Вернувшись с войны, он узнал, что она вышла замуж за другого и уже успела произвести на свет двух сыновей и дочку. Когда они встретились, она держалась так, будто прежде они были всего лишь знакомыми. Он понял, что ей неприятно вспоминать о нем...
Брак отныне для него стал невозможен.
Дети? Исключено.
После всего, что он пережил на войне, секс перестал его интересовать... Даже тело его противилось сближению: он покрывался липким потом, желудок сводило спазмами.И вовсе не потому, что он стал импотентом. Ничего подобного. Иной раз он видел сны, которые возбуждали его, как и прежде, но сам предпочитал справляться с этим своим состоянием.

#### Стрельба из лука
В «Рэмбо 2» писатель рассказывает об особом отношении Рэмбо к стрельбе из лука. Он упоминает, что Рэмбо учился этому искусству у старого индейца племени навахо, который призывал ученика посылать стрелу не физической силой, а силой духа (автор также проводит здесь параллель с учением дзен-буддизма, в котором центральное понятие уделяется понятию «сатори», слиянию с миром).
Моррелл также пишет, что Рэмбо читал специальную литературу, «выискивая всё, что можно о луке и стрелах», интересовался разными конструкциями луков, а затем резюмирует, что «знать всё о луке стало частью его ремесла».
В книге Рэмбо пользуется блочным луком («компаундом»), который как раз появился в США в 1980-е годы.

### Образ Рэмбо в романе «Рэмбо 3»
В романе «Рэмбо 3» выясняется, что старик-индеец из племени навахо обучил Рэмбо не только стрельбе из лука, но также кузнечному ремеслу. В Таиланде Рэмбо работает в местной кузнице, изготавливая предметы из бронзы, а также собственноручно выковывает себе нож-меч (усовершенствованный нож Боуи), с которым отправляется на миссию в Афганистан.
Там же Джон Рэмбо показан искусным наездником. Он участвует в традиционной афганской забаве бузкаши, а также вспоминает о своём дяде, который «обучал лошадей для военных» и научил его общаться с лошадьми. По словам Рэмбо, дядя умер два года назад (то есть в 1984 году).
Когда Рэмбо спасает русского офицера-перебежчика Андреева от расправы, выясняется, что Рэмбо знает не только английский, но также русский, вьетнамский и тайский.

## Образ Рэмбо в кино

### «Первая кровь»
Роман «Первая кровь» долго не был экранизирован. Хотя права на создание фильма были куплены ещё в 1972 году компанией Columbia Pictures, фильм был снят лишь десять лет спустя, в 1982 году. Это объясняет логические нестыковки между романом и фильмом, связанные с биографией героя в период после возвращения из Вьетнама (1971) и до появления в городке Хоуп (1981).
На роль главного героя рассматривались разные актёры, в том числе Аль Пачино, Роберт Де Ниро, Клинт Иствуд, Пол Ньюман, Дастин Хоффман. В итоге роль досталась Сильвестру Сталлоне, который не только сыграл в фильме главную роль, но и активно участвовал в написании сценария, переписывая его порой прямо во время съемок.

## Мультсериал
Существует мультсериал 1986 года — «Рэмбо и силы свободы», в который входят 65 эпизодов.
В мультсериале Рэмбо — часть элитного подразделения под названием Force of Freedom (Сила Свободы). Путешествуя с миссиями по всему миру, он борется против злобной организации S.A.V.A.G.E. (Secret Administrators of Vengeance, Anarchy and Global Extortion), во главе с генералом Ворхоком — стремящейся поработить весь мир.
Образом Рэмбо послужил Сильвестр Сталлоне, а озвучил его актёр Нил Росс.

## Образ Рэмбо в компьютерных играх
Одна из первых компьютерных игр по мотивам фильма разрабатывалась для консоли NES и вышла в продажу в 1987 году.
Летом 2011 года компания Teyon и Reef Entertainment приобрели лицензию на производство игры про Рэмбо, которая позже получила название Rambo: The Video Game. Выход игры по мотивам первых трёх частей фильма неоднократно откладывался. По планам компании он должен был выйти в продажу зимой 2013 года для PC, PS3 и Xbox 360, однако премьера была перенесена на 2014 год.
Сообщалось, что компания-производитель игры Rambo: The Video Game приобрела права на отдельные реплики Джона Рэмбо и полковника Траутмэна.
Рэмбо также появился в Mortal Kombat 11 как гостевой персонаж.
- Rambo, 1985
- Rambo, 1985
- Rambo: First Blood Part II, 1986
- Super Rambo Special, 1986
- Rambo, 1987
- Rambo III, 1988
- Rambo On Fire, 2005
- Rambo Arcade, 2008
- Rambo: The Video Game, 2013
- Mortal Kombat 11, 2020
- Call of Duty: Black Ops Cold War, 2021
- Call of Duty: Warzone, 2021
- Call of Duty: Mobile, 2021

## Оружие Рэмбо

### Нож

#### Нож в фильме «Рэмбо: Первая кровь»
Нож для выживания, который фигурирует в фильме «Рэмбо: Первая кровь» изготовил американский мастер Джимми Лайле, взяв за основу нож Боуи и дополнив его пилой с большими зубьями на обухе. В рукоятке ножа спрятан набор для выживания: спички, иголка, нитка, компас. Вокруг рукоятки намотана нейлоновая нить, которую можно использовать для рыбалки или изготовления ловушек.
Примечательно, что в книге Дэвида Моррелла нож вообще не фигурирует. Ввести его в фильм захотел Сильвестр Сталлоне, заядлый коллекционер ножей и фанат Джимми Лайле. В кино камера неоднократно фокусируется на ноже: в одной из сцен Рэмбо даже зашивает рану на руке с помощью иголки и нитки из ножа. Внимательные зрители, впрочем, обратили внимание на забавный киноляп — в сцене нападения на полицейского в лесу Рэмбо использует другой нож (видимо, один из прототипов, изготовленных для фильма).

#### Нож в фильме «Рэмбо: Первая кровь 2»
Нож для фильма «Рэмбо: Первая кровь 2» также изготовил Джимми Лайле. По сравнению с моделью из первого фильма, нож стал немного больше (длина ножа 15 дюймов, длина лезвия 10 дюймов), его лезвие изготовлено из воронёной стали. Нож имеет пилу с 14 зубцами, которой Рэмбо перерезает колючую проволоку, ограждающую лагерь для военнопленных. Рукоятка ножа заканчивается отвёртками двух типов (прямой шлиц и крестообразный шлиц).

#### Нож в фильме «Рэмбо 3»
В фильме «Рэмбо 3» фигурируют два разных ножа, изготовленных американским мастером Гилом Хиббеном. Первый из них напоминает нож для выживания, а второй — модифицированный вариант ножа Боуи.
Нож для выживания фигурирует только в одной сцене фильма, когда Рэмбо использует его для «прощупывания» минного поля вокруг советской крепости. В процессе съемок Сильвестер Сталлоне решил поменять нож на другой, но уже снятую сцену не стали переснимать.
Нож Боуи, фигурирующий в фильме, имеет лезвие длиной 11,75 дюймов с прорезью. Рукоятка ножа сделана из древесины макасара.

### Лук
В фильме «Рэмбо IV» герой использует два типа луков: «боевой» и «мирный» (в сцене рыбной ловли). «Мирный» лук — это модель ML14 Mountaineer Longbow компании Martin Archery.

### Пулемёт М60
Пулемёт M60 впервые появляется в фильме «Первая кровь». Джон Рэмбо похищает оружие из армейского грузовика и разносит с его помощью дома в городке Хоуп, оружейный магазин и полицейский участок. Из него же Рэмбо ранит шерифа Тизла, стреляя сквозь потолок полицейского участка. Пулемётом героя вооружили сценаристы фильма — в книге у Рэмбо никакого пулемёта нет.

### Винтовка M16
В фильме «Рэмбо: Первая кровь» герой пользуется винтовкой M16A1, захваченной у полицейских, а затем вооружается пулемётом M60.
Во время второй миссии во Вьетнам Рэмбо отказывался от улучшенной винтовки M16 A2 с подствольным гранатометом М79 с глушителем, лазерной системой наведения и специальным прицелом, прося взамен «Калашников». Он пояснял, что тогда у него всегда будут патроны, да и врагам будет сложно определить по звуку, кто стреляет.
В третьей части истории про Рэмбо герой наконец-то получает оружие своей мечты — штурмовую винтовку М16, модифицированную под патроны от автомата Калашникова (калибра 7,62 мм). Это была винтовка М16 c подствольным гранатометом M203.

## Количество убитых
Джон Рэмбо считается одним из самых кровожадных героев боевиков в истории кинематографа. Кинокритики даже ведут своеобразный отсчёт трупов, отмечая, что от фильма к фильму их становится всё больше. По данным писателя Джона Мюллера, количество человек, убитых лично Джоном Рэмбо возрастает с одного (в фильме «Первая кровь»), до 58 (в фильме «Рэмбо-2»), 78 (в фильме «Рэмбо-3») и, наконец, 83 (в предпоследнем фильме про Рэмбо). При этом от фильма к фильму также растёт общее число трупов и сцен насилия (1 труп в фильме «Первая кровь» — 236 в фильме «Рэмбо IV»).
В пятом фильме Рэмбо убил 46 человек.
Если добавить к этим кинофактам информацию о 59-и «подтверждённых убийств» из досье Мэрдока (фильм «Рэмбо-2»), которые Рэмбо совершил во Вьетнаме (то есть ещё до появления в литературе и на большом экране), то выйдет, что Джон Рэмбо убил, как минимум, 325 человек.

## Награды
В книге «Рэмбо 2» приводится перечень наград Джона Рэмбо:
- Медаль Почёта
- 2 Серебряные Звезды
- 4 Бронзовые Звезды
- 2 солдатских креста
- 4 Креста за боевые заслуги во Вьетнаме
- 5 Пурпурных Сердец

В вырезанной из фильма «Рэмбо 3» сцене («Рэмбо выковывает нож») на короткое время показывается армейская служебная униформа класса А Джона Рэмбо, на которой видны следующие награды героя:
- Медаль Почёта
- Медаль «За выдающиеся заслуги»
- Крест лётных заслуг
- Солдатская медаль
- Бронзовая звезда
- Пурпурное сердце
- Воздушная медаль
- Боевая ленточка, полученная Рэмбо за участие в совместной операции с Корпусом морской пехоты при осаде Кхешани в 1968 году.
- Медаль «За службу во Вьетнаме»
- Медаль военнопленного
- Лента армейской службы[англ.]
- Медаль за ранение во Вьетнаме — медаль Южного Вьетнама, которая редко присуждалась американским военным. Является вариацией медали Пурпурное сердце
- Медаль вьетнамской кампании

Примечательно, что на униформе Джона Рэмбо отсутствуют Серебряные Звезды, солдатские кресты, Медаль за службу национальной обороне и Медаль за безупречную службу, которыми должен был бы обладать герой.
Также на форме Джона Рэмбо видны следующие специальные знаки отличий:
- Значок боевого пехотинца
- Значок члена экипажа воздушного судна[англ.]
- Значок парашютиста[англ.]
- Значок эксперта по обращению с оружием[англ.]

## Влияние на массовую культуру
Джон Рэмбо стал настоящей культурной иконой. Он повлиял на многих героев боевиков и героев фильмов 80-х и 90-х годов XX века.
Джон Рэмбо стал частью поп-культуры, само слово «Рэмбо» вошло в обиход и может употребляться в качестве существительного, прилагательного или глагола. Оно даже вошло в престижный Оксфордский словарь английского языка, который пишет про Рэмбо, что это «герой войны во Вьетнаме, который представлен как мачо и самодостаточный (воин), склонный к насилию и мести (a Vietnam War veteran represented as macho, self sufficient and bent on violent retribution)». Также в английском языке используются такие прилагательные как Ramboesque, Ramboid, или Ramboism — для обозначения идеологической позиции, которая напоминает стиль поведения Рэмбо.
Помните, когда Рейган бомбил Каддафи? Он сказал: «Я посмотрел Рэмбо и знаю, что делать». А потом Саддам вспомнил про Рэмбо в бункере. Я стал синонимом типа мышления. Символом. Это всегда беспокоило меня в путешествиях. Была масса угроз. Когда я приезжал в Канны, меня угрожали убить. Да и в странах третьего мира меня отнюдь не боготворят.
Рэмбо стал символом Америки во время правления Рональда Рейгана. Сам Рейган часто обращался к образу Рэмбо в своих публичных выступлениях, комментируя свои политическую идеологию и агрессивную внешнюю политику. Например, ближе к концу Ливанского кризиса, Рейган отметил на пресс-конференции: «Ребята, после просмотра „Рэмбо 2“ вчера ночью, я знаю, что делать в следующий раз, когда это случится». В 1985 году, в своей речи в День труда президент сказал, что он «почистит федеральную налоговую систему в стиле Рэмбо».
Фильмы про Рэмбо также популяризировали концепцию «человека-армии» в кино (в фильмах о хорошо подготовленном профессионале, который может уничтожить бесчисленное количество врагов в одиночку). Оружие Рэмбо также стало частью поп-культуры. С героем ассоциируется пулемёт M60, блочный лук («компаунд») и нож выживания. В 80-е в США после выхода фильма наступил настоящий бум на такие ножи.
Рэмбо упоминается во многих фильмах (например, в фильме" Крепкий орешек"), в ТВ-шоу, комиксах, романах и мультфильмах. В 2007 году в фильме «Сын Рэмбо», повествующем о начале 80-х, двое школьников снимают любительское кино, сиквел фильма «Первая кровь».
В 2013 Джон Рэмбо фигурировал под номером 6 в списке 50-и величайших героев боевиков Total Magazine. В 2013 году Рэмбо стал номером 1 в списке 10 киносолдат сайта WatchMojo.com.
Под влиянием образа Рэмбо в Кувейте в 2015 году были начаты съёмки фильма «Вторая кровь».
В США в юридической сфере существует выражение «адвокат Рэмбо» (англ. Rambo lawyer). Так называют людей, которые часто позволяют себе переходить рамки, включая нападки на других адвокатов, проявления враждебности, оскорбительное поведение, хамство и обструкционистское поведение. Также «Рэмбо» часто именуют преступников, сумевших оказать серьёзное сопротивление значительно превосходящим силам правоохранительных органов — например, «кратовский Рэмбо», который смог выбраться из горящего дома, полностью окружённого войсками национальной гвардии.
Лица, пользующиеся анонимностью и физической удалённостью для выражения заведомо неосуществимых угроз расправы, получили прозвище «интернет-Рэмбо».
После успеха фильма в СССР «Рэмбо» стало нарицательным ироническим названием людей, помешанных на «военщине». Например, в советском фильме «Паспорт» главный персонаж Мераб Папашвили говорит еврейскому дяде жены своего сводного брата, который считает его советским шпионом, а потому направляет на него пистолет: «С предохранителя сними, Рэмбо». Этот фильм стал одним из первых, который был показан на ЦТ, в период поздней перестройки, в октябре 1990 года он был продемонстрирован по Первой программе Центрального телевидения в полном дубляже «Центральной студии кинопрограмм».
Джон Рэмбо был добавлен в Mortal Kombat 11 в качестве DLC-персонажа: сам Рэмбо был показан в трейлере Kombat Pack 8 октября 2020 года, наряду с
традиционными персонажами из Mortal Kombat — Милиной и Рейном.